# Asksavblomfluga
Asksavblomfluga (Brachyopa scutellaris) är en tvåvingeart som beskrevs av Robineau-desvoidy 1844. Asksavblomfluga ingår i släktet savblomflugor, och familjen blomflugor.
Artens utbredningsområde är Frankrike. Arten har ej påträffats i Sverige. Inga underarter finns listade i Catalogue of Life.